# Artur Sobiech
Artur Sobiech, född 12 juni 1990 i Ruda Śląska, är en polsk fotbollsspelare som spelar för Fatih Karagümrük.
Han var uttagen i Polens trupp vid fotbolls-EM 2012.